# 촬영기사

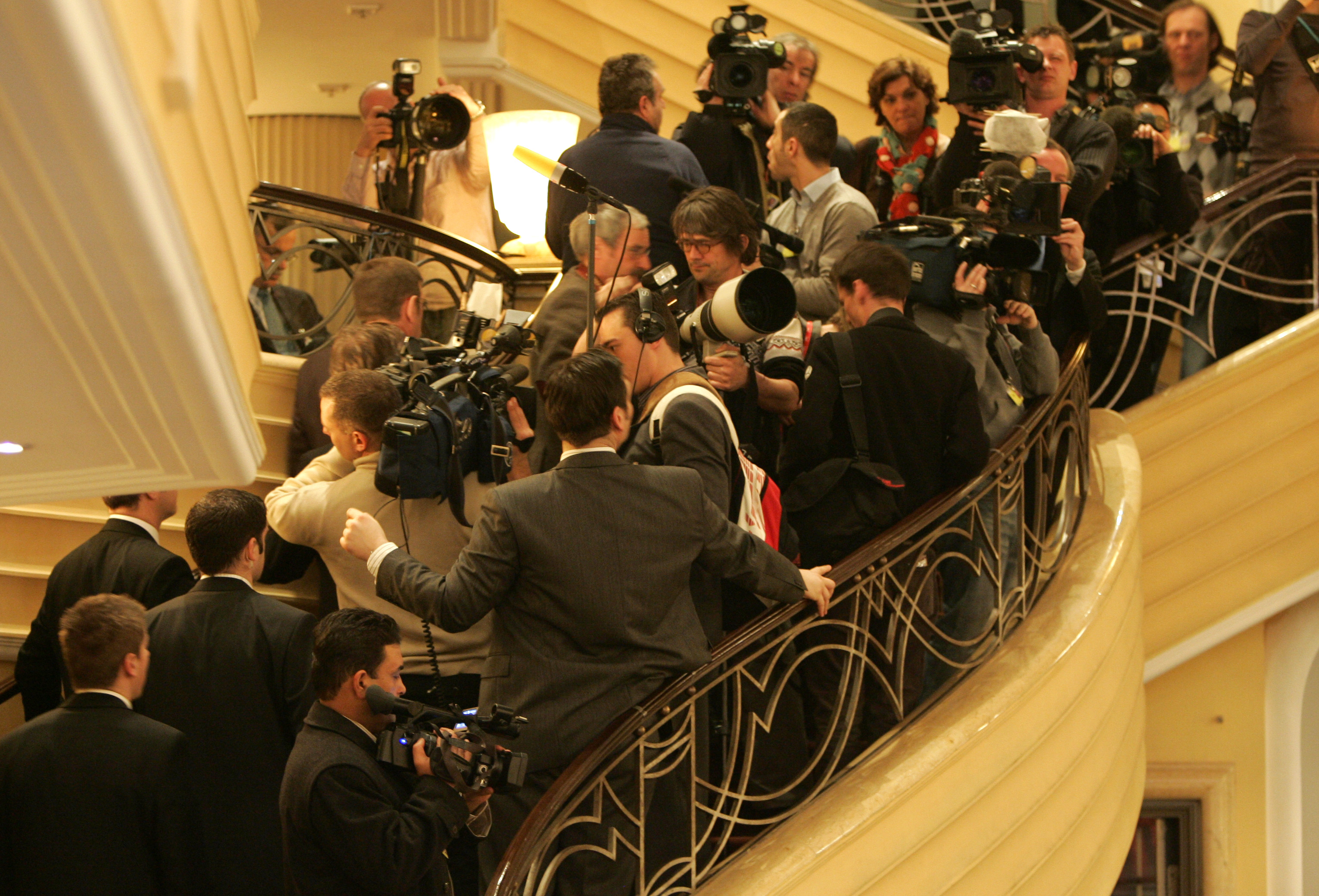
카메라 촬영기사

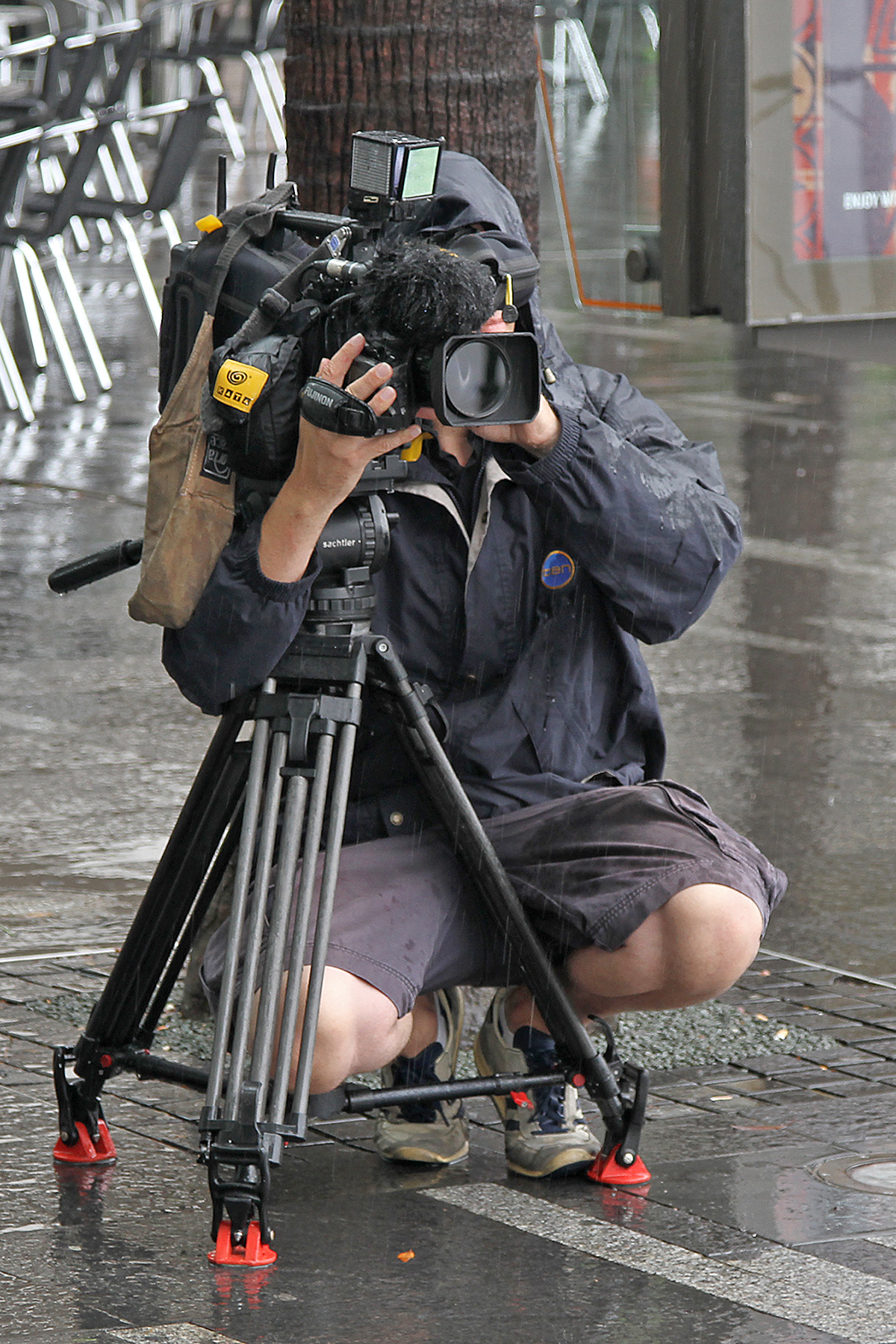
뉴스 카메라 촬영기사

촬영기사(撮影技士)는 영화, 텔레비전 드라마, 텔레비전 프로그램, TV 광고 등에서 촬영을 담당하는 스태프를 의미하며, 방송 촬영 분야에서 쓰는 용어이다. 촬영 감독의 지시를 받아 활동하기도 한다. 주로 하는 역할은 카메라 위치를 선정하고 카메라의 움직임을 조정하는 것이다.

## 사건사고
과거 구형 크레인 카메라를 사용할 당시 촬영기사의 조작 미숙으로 인해 가수 이예린이 '포플러 나무 아래'라는 노래를 부르던 도중 카메라에 맞고 머리에 피를 흘린 사고가 발생했다. 하지만 이예린은 이를 이를 악물고 참으며 노래를 끝까지 다 불렀다.

## 같이 보기
- 사진가